# Mã Đại
Mã Đại (馬岱) (180-255) tự Bá Chiêm (伯 瞻). Ông là một vị tướng của nước Thục trong thời kỳ Tam Quốc ở Trung Quốc. Trước đó, Mã Đại là một tướng dưới quyền của chú mình là Mã Đằng và sau đó là Mã Siêu, con trai cả của Mã Đằng (Mã Đại là một thành viên trong gia tộc họ Mã hùng cứ ở vùng Tây Lương), sau khi trải qua nhiều bôn ba, cuối cùng ông đã cùng với chủ của mình là Mã Siêu đầu quân cho Lưu Bị, phục vụ cho nhà Thục.
Mã Đại là một vị tướng được Gia Cát Lượng tin tưởng, ông thường được giao những nhiệm vụ quan trọng trong các cuộc viễn chinh của nhà Thục (cùng với Triệu Vân và Ngụy Diên). 
Trước khi Mã Siêu chết có dặn dò, nhờ cậy Lưu Bị chăm sóc, giúp đỡ cho Mã Đại vì đây là nhân vật cuối cùng trong gia tộc họ Mã (xem thêm phần Mã Siêu). Mã Đại luôn được sự tín nhiệm của triều đình nhà Thục, bản thân ông cũng là vị tướng có uy tín trong quân đội Thục, đã đóng góp nhiều công lao cho nhà Thục.

## Trong Tam quốc diễn nghĩa
- Ngoại hình: Trong Tam Quốc Diễn nghĩa của La Quán Trung (Bản dịch của Phan Kế Bính) Mã Đại không được mô tả về ngoại hình chi tiết như một số nhân vật khác. Hình ảnh của Mã Đại được miêu tả một cách mờ nhạt thông qua chi tiết Mã Đại cưỡi ngựa và cầm một thanh đao quý xông vào đánh Chung Do.[1] Nói chung, hình ảnh của Mã Đại được hiện ra trong mắt người đọc thông qua những hành động, lời nói, chiến công là chính.
- Trận Đồng Quan: Khi Mã Đằng lên kinh đô theo lệnh của Tào Tháo, Mã Đại dẫn 1.000 binh mã đi theo sau. Sau khi biết tin Mã Đằng bị Tào Tháo ám hại (trước đó, Mã Đại đã từng cảnh báo Mã Đằng không nên đến Hứa Xương nhưng không được chấp nhận[2]), Mã Đại đã trốn khỏi sự phong tỏa và truy bắt của Tào Tháo bằng cách cải trang thành một lái buôn trốn đi. Mã Đại về đến Tây Lương và báo tin dữ cho Mã Siêu. Trong trận Đồng Quan, Mã Đại được cử làm tướng tiên phong chỉ huy 15.000 quân đánh thành Trường An. Trong chiến dịch này, Mã Đại cùng với Bàng Đức là tướng chỉ huy lực lượng thiết kỵ của quân Tây Lương. Ông cùng với Mã Siêu và Bàng Đức đánh nhiều trận thắng lợi tại đây. Sau đó, vì mắc mưu ly gián của Tào Tháo nên quân Tây Lương bị đánh bại, Mã Đại cùng với Mã Siêu, Bàng Đức và hơn 30 kỵ binh chạy trốn về Lũng Tây.[3]
- Trận Ký Thành: Sau thất bại nặng nề tại trận Đồng Quan, Mã Đại cùng với Mã Siêu, Bàng Đức dựa vào người Khương khởi binh đánh chiếm các vùng đất ở Lũng Tây đã bị quân Tào chiếm. Kết cục vẫn thất bại và một lần nữa cùng với Mã Siêu, Bàng Đức chạy vào Hán Trung nương nhờ Trương Lỗ
- Trận Hà Manh Quan: Theo lệnh của Trương Lỗ, Mã Siêu dẫn quân đánh chiếm Tây Xuyên, tấn công Lưu Bị tại cửa ải Hà Manh quan. Mã Đại được giao nhiệm vụ chỉ huy quân đánh vào cửa ải và chạm trán với Trương Phi. Mã Đại bị Trương Phi đánh bại nhanh chóng sau vài hiệp giao đấu.[4] Trận chiến này, một lần nữa Mã Đại cùng với Mã Siêu bị thất bại, sau đó Mã Đại cùng với Mã Siêu theo về với Lưu Bị.

Sau đó Mã Siêu được phong là Phiêu kỵ tướng quân, Mã Đại đi cùng Siêu hiệp trợ với Trấn bắc tướng quân Ngụy Diên giữ Hán Trung để địch quân Ngụy.
- Đánh Nam Trung: Sau khi Mạnh Hoạch dấy binh tấn công vùng Nam Trung, Thừa tướng Gia Cát Lượng của nhà Thục dẫn quân thảo phạt. Mã Đại được giao nhiệm vụ vận chuyển lương thảo cho quân đội nhà Thục. Trong chiến dịch này, ông đã góp công với các tướng lĩnh nhà Thục dưới sự lãnh đạo của Gia Cát Lương làm nên chiến tích bảy lần bắt Mạnh Hoạch.
- Theo Gia Cát Lượng đánh Ngụy

Quãng thời gian này coi như là huy hoàng nhất trong đới của Mã Đại. Sau khi Mã Siêu bệnh chết, ông kế thừa danh tiếng nhà họ Mã, theo Gia Cát Lượng đánh Ngụy. Trong quân Thục lúc đó, ông, Triệu Vân, Ngụy Diên là những vị tướng giỏi nhất, kế đến mới là các tướng Khương Duy, Quan Hưng, Trương Bào...
- Chém Ngụy Diên: Sau khi Gia Cát Lượng chết trong chiến dịch Bắc phạt, Ngụy Diên mưu phản nhưng bị Mã Đại chém chết. Trước đó, ông đã được nhận nhiệm vụ theo mưu kế được Gia Cát Lượng sắp đặt cùng với Khương Duy. Lúc Ngụy Diên mưu phản, Mã Đại đã giả theo Ngụy Diên, nhân lúc Ngụy Diên sơ hở đã chém đầu ông ta.

Nguyên Khổng Minh trao mật kế cho Mã Đại, chỉ đợi Ngụy Diên thét lên, thì nhân lúc bất ngờ mà chém chết Diên. Sau Thục đế xét thấy Mã Đại có công giết giặc, được thăng quan tước của Ngụy Diên.

## Chú dẫn
1. ↑  Tam Quốc diễn nghĩa, La Quán Trung, dịch giả Phan Kế Bính, Hồi 58
2. ↑  Tam Quốc diễn nghĩa, La Quán Trung, dịch giả Phan Kế Bính, hồi 57
3. ↑  Tam Quốc diễn nghĩa, La Quán Trung, dịch giả Phan Kế Bính, hồi 58
4. ↑  Tam Quốc diễn nghĩa, La Quán Trung, dịch giả Phan Kế Bính, hồi 65